# Walter Krueger
Pour les articles homonymes, voir Walter Krüger et Krüger.
Walter Krueger (26 janvier 1881 - 20 août 1967) fut un soldat américain d'origine allemande et un général dans la première moitié du XXe siècle. Il est mieux connu pour son commandement de la 6e armée des États-Unis dans le sud-ouest du Pacifique lors de la Seconde Guerre mondiale. Il a été le premier militaire à s'élever du rang de simple soldat à celui de général dans l'armée américaine.

## Éducation et jeunesse
Walter Krueger est né à Flatow en Prusse-Occidentale (Royaume de Prusse) (depuis 1945 Złotów, Pologne), il est le fils de Julius Krüger, un propriétaire terrien prussien qui a servi comme officier lors de la guerre franco-prussienne de 1870; et de sa femme Anna, née Hasse. Après la mort de Julius, Anna et ses trois enfants émigrent aux États-Unis pour se rapprocher de son oncle à Saint-Louis au Missouri. Walter a 8 ans. Après le remariage d'Anna, la famille s'installe à Madison en Indiana.

## Début de service militaire
Le 17 juin 1898, Krueger, ainsi que plusieurs de ses camarades de classe, s'enrôlent pour servir dans la Guerre hispano-américaine avec le 2e régiment de fantassins volontaires. Il atteint Santiago de Cuba quelques semaines après la bataille de San Juan. Il quitte les volontaires en février 1899 et retourne chez lui en Ohio espérant devenir ingénieur civil.
Cependant, plusieurs de ses camarades sont enrôlés de nouveau pour servir dans la guerre américano-philippine et en juin 1899, Krueger s'enrôle à son tour comme simple soldat dans la compagnie M de la 12e division d'infanterie. Rapidement il est sur la route pour combattre les insurgés d'Emilio Aguinaldo, il est dans la 2e division d'infanterie du général de division Arthur MacArthur Jr. Il prend part à la marche vers Tarlac depuis Ángeles, la capitale d'Aguinaldo, mais celui-ci s'est enfui et la 12e division d'infanterie le poursuit sans succès, traversant la plaine centrale de Luçon jusqu'à Dagupan.
Alors qu'il est en service dans une unité d'infanterie dans les Philippines, il est promu au rang de sergent. Le 1er juillet 1901 il est nommé sous-lieutenant du 30e régiment d'infanterie à Marinduque.
Krueger rentre aux États-Unis avec le 30e régiment d'infanterie en décembre 1903. En septembre 1904, il épouse Grace Aileen Norvell, qu'il avait rencontrée aux Philippines. Ils ont trois enfants : James Norvell (29 juillet 1905 – décembre 1964), Walter Jr (25 avril 1910 – 15 février 1997) et Dorothy Jane née le 24 janvier 1913. James et Walter Jr ont tous deux étudié à l'Académie militaire de West Point, et en sont sortis diplômés (en 1926 pour James et en 1931 pour Walter Jr). Dorothy a épousé un officier de l'armée, Aubrey D. Smith.
En 1904, Krueger gradue de la cavalerie d'infanterie de Fort Leavenworth au Kansas, puis du General Staff College en 1907. Après un second service dans les Philippines, il est assigné au département des langues à Fort Leavenworth en tant qu'instructeur d'espagnol et d'allemand, deux langues qu'il parle couramment, ainsi que le français et l'anglais. Non seulement Krueger fut un expert de la discipline et de l'entrainement, il fut également un éminent historien militaire et un érudit dans le domaine militaire. Il a publié des traductions de plusieurs textes militaires allemands, notamment Tactics de William Balck.

## La Grande Guerre
Lors du déclenchement de la Grande Guerre en 1914, on offre à Krueger un poste en tant qu'observateur avec l'armée allemande, qu'il se voit forcer de refuser dû à ses responsabilités familiales. Il est plutôt envoyé au 10e régiment d'infanterie de la garde nationale de Pennsylvanie. Le régiment est mobilisé le 23 juin 1916 et sert le long de la frontière mexicaine pendant 5 mois, prenant part à l'expédition punitive contre Pancho Villa, dirigée par le général John J. Pershing, aucune unité de la garde ne se bat contre les troupes mexicaines. L'unité est dissoute en octobre 1916.
À la suite de l'entrée des États-Unis dans la Première Guerre mondiale, Krueger devient assistant-chef du Staff G-3 (opérations) de la 84e division d'infanterie américaine à Camp Zachary Taylor. Il en devient le chef d'état-major avec le rang de major le 5 août 1917. En février 1918, il est envoyé à Langres pour étudier à l'école d'état-major de la force expéditionnaire américaine. En mai 1918, tous les officiers dont les divisions ne sont pas sous les ordres en France doivent rentrer chez eux, mais Krueger reste en tant que G-3 de la 26e division d'infanterie. Apparemment l'armée française a exigé que Krueger soit renvoyé chez lui à cause de ses origines allemandes. Krueger fut cependant réintégré dans la 84e division et revint en France en août 1918. En octobre 1918, il devient chef d'état-major des corps de chars. Après la fin de la guerre, Krueger est assistant au chef d'état-major des 6e et 4e corps ayant une tâche d'occupation, il est promu temporairement au rang de colonel. On lui décerne en 1919 la Distinguished Service Medal pour son service en France.

## L'entre-deux guerres
La fin de la guerre ramène Krueger à son rang de capitaine le 30 juin 1920, puis il est promu le lendemain au rang de major. Après un certain temps à l'école d'infanterie de Fort Benning en Géorgie, puis commandant du 55e régiment d'infanterie à Camp Funston au Kansas, Krueger étudie au Army War College, il y est diplômé en 1921, et y demeure pendant un an à titre d'instructeur. De 1922 à 1925, il sert dans la division de la planification de guerre de l'état-major de l'armée américaine. En 1927, il tente d'être transféré dans la United States Army Air Corps, mais son instructeur de vol, le lieutenant Claire Lee Chennault, le recale. Krueger est diplômé du Naval War College en 1926 et il y est instructeur de 1926 à 1932. Krueger commande la 6e division d'infanterie à Jefferson Barracks de 1932 à 1934, puis retourne à la division de la planification de la guerre, il devient chef de division en mai 1936. Il est promu temporairement général de brigade en octobre 1936. En juin 1938, Krueger est envoyé à Fort George G. Meade pour commander la 16e brigade d'infanterie. Il est promu temporairement au grade de général de division en février 1939, il commande la 2e division d'infanterie à Fort Sam Houston, puis en octobre 1939 il commande le 8e corps.

## Seconde Guerre mondiale

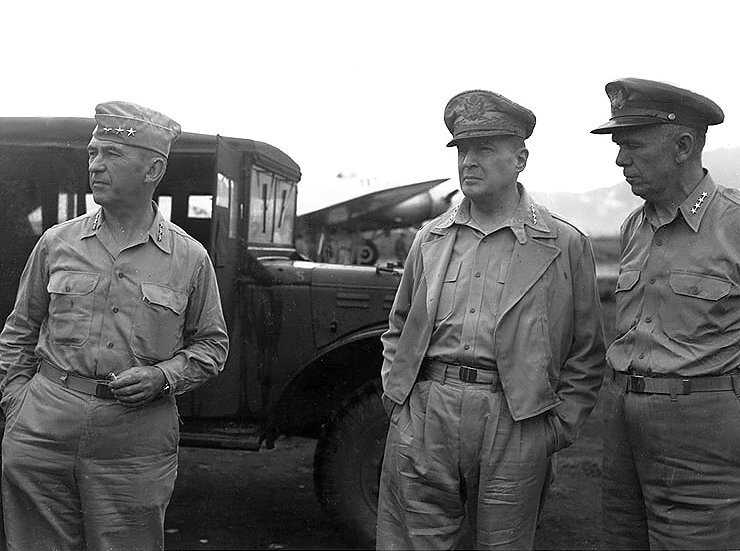
Général de corps d'armée Walter Krueger avec le général Douglas MacArthur et le général George C. Marshall en Nouvelle-Guinée, 1943.

En mai 1941, Krueger est promu temporairement au grade de général de corps d'armée pour prendre le commandement de la 3e armée américaine ainsi que le Southern Defense Command, un poste qu'il occupe pendant plus d'un an après l'entrée en guerre des États-Unis dans la Seconde Guerre mondiale.
Un mois après l'activation de la 6e armée, en janvier 1943, Krueger en prend le commandement en Australie. Il est commandant de la 6e armée, qui comprend diverses combinaisons de corps, 1er, 10e, 14e et 24e, pendant tout son service commandé. Ce qui inclut les assauts sur les positions japonaises à Kiriwina et l'île de Woodlark (juillet 1943) lors de l'opération Coronet; New Britain (décembre 1943 à février 1944); îles de l'Amirauté (février à mai 1944); la Nouvelle-Guinée continentale (juillet à août 1944); Morotai (Indes orientales néerlandaises, septembre à octobre 1944); Leyte et Mindoro (les Philippines, octobre à décembre 1944); et Luçon (janvier à février 1945).
En novembre 1943, Krueger créé une unité ad hoc top secrète appelée Alamo Scouts, appelée ainsi pour son association bien-aimée avec San Antonio au Texas et l'Alamo. Krueger imagine que l'Alamo Scouts, qui est constituée de petites équipes de volontaires très entrainées, pourrait opérer loin derrière les lignes ennemies afin d'obtenir des renseignements et effectuer des reconnaissances tactiques pour les opérations de débarquement de la 6e armée.
Krueger est promu temporairement général (quatre étoiles) en mars 1945. En septembre 1945, la 6e armée prend en charge la tâche d'occupation au Japon. En janvier 1946 elle est désactivée et Krueger revient au grade de général de division. Cependant il se retire avec le grade de général en juillet 1946.

## Dernières années
Krueger se retire à San Antonio au Texas, il y avait acheté sa toute première maison. Pendant sa retraite il écrit From Down Under to Nippon: the Story of the 6th Army In World War II, qui est publié en 1953.
Sa retraite est gâchée par des tragédies familiales. Son fils James est renvoyé de l'armée en 1947 pour conduite inconvenante pour un officier. La santé de Grace se détériore et elle meurt le 13 mai 1956. En 1952, sa fille, Dorothy poignarde mortellement son époux, le colonel Aubrey Dewitt Smith, avec un couteau de chasse alors qu'il dormait dans les quartiers de l'armée au Japon. La cour martiale américaine l'a reconnue coupable, par 6 votes contre 3, de meurtre au premier degré et la condamne à être confinée aux travaux forcés pour le reste de sa vie (un verdict unanime de culpabilité aurait rendu la condamnation à mort obligatoire). En 1955, la cour suprême des États-Unis juge que les procès militaires de civils sont inconstitutionnels et Dorothy est relâchée. La cour suprême a considéré le problème de la juridiction du code unifié de justice militaire envers des personnes à charge civiles du personnel de service stationné outremer et a d'abord affirmé la condamnation de Dorothy Krueger Smith en 1956, puis l'a elle-même renversée en 1957, annulant sa condamnation.
La Krueger Middle School est créée en 1962 à San Antonio au Texas.
Krueger meurt à Valley Forge en Pennsylvanie en 1967 et inhumé dans la section 30 au cimetière national d'Arlington, parmi des membres de sa famille.
Krueger a été représenté par Dale Dye en 2005 dans le film de guerre Le Grand Raid.

## Sources
- (en) Cet article est partiellement ou en totalité issu de l’article de Wikipédia en anglais intitulé « Walter Krueger » (voir la liste des auteurs).

1. ↑  (en) Kevin C. Holzimmer, General Walter Krueger : Unsung Hero of the Pacific War, Lawrence (Kan.), University Press of Kansas, 2007, 329 p. (ISBN 978-0-7006-1500-1)
2. ↑  Lance Zedric, « Histoire des Alamo Scouts », sur Alamo Scouts, 2000 (consulté le 28 février 2012)